# Клавдий Юлий Эклезий Динамий
Клавдий Юлий Эклезий Динамий (лат. Claudius Julius Eclesius Dynamius) — политический деятель Раннего Средневековья (V век) при короле Одоакре.

## Биография
Vir clarissimus et illustris, praefectus urbi около 488 года. В 488 году был консулом вместе с Руфием Ахилием Сивидием.
Динамий, в бытность префектом Рима, составил эдикт, в котором описывалось правильное использование мельниц в окрестностях Яникула. Он приказал подготовить общественные весы, чтобы взвешивать мешки с мукой до и после помола, и установил зарплату мельникам в размере трех нуммий за бушель .